# Фрутленд (Меріленд)
Фрутленд (англ. Fruitland) — місто (англ. city) в США, в окрузі Вікоміко штату Меріленд. Населення — 5534 особи (2020).

## Географія
Фрутленд розташований за координатами 38°19′11″ пн. ш. 75°37′31″ зх. д. / 38.31972° пн. ш. 75.62528° зх. д. (38.319782, -75.625174).  За даними Бюро перепису населення США в 2010 році місто мало площу 9,82 км², з яких 9,80 км² — суходіл та 0,02 км² — водойми.

### Клімат
| Клімат : Фрутленд     | Клімат : Фрутленд | Клімат : Фрутленд | Клімат : Фрутленд | Клімат : Фрутленд | Клімат : Фрутленд | Клімат : Фрутленд | Клімат : Фрутленд | Клімат : Фрутленд | Клімат : Фрутленд | Клімат : Фрутленд | Клімат : Фрутленд | Клімат : Фрутленд | Клімат : Фрутленд |
| Показник              | Січ.              | Лют.              | Бер.              | Квіт.             | Трав.             | Черв.             | Лип.              | Серп.             | Вер.              | Жовт.             | Лист.             | Груд.             | Рік               |
| Середній максимум, °C | 8,3               | 8,9               | 13,9              | 19,4              | 24,4              | 28,9              | 30,6              | 30,0              | 26,7              | 21,1              | 15,6              | 9,4               | 20,0              |
| Середній мінімум, °C  | −2,2              | −1,7              | 2,2               | 6,7               | 11,7              | 16,7              | 19,4              | 18,9              | 15,0              | 8,9               | 3,9               | −0,6              | 8,3               |
| Норма опадів, мм      | 94                | 81                | 107               | 89                | 89                | 94                | 107               | 137               | 99                | 84                | 79                | 86                | 1140              |
| --------------------- | ----------------- | ----------------- | ----------------- | ----------------- | ----------------- | ----------------- | ----------------- | ----------------- | ----------------- | ----------------- | ----------------- | ----------------- | ----------------- |
| Джерело: Weatherbase  |                   |                   |                   |                   |                   |                   |                   |                   |                   |                   |                   |                   |                   |

## Демографія
Згідно з переписом 2010 року, у місті мешкало 4866 осіб у 1840 домогосподарствах у складі 1223 родин. Густота населення становила 496 осіб/км².  Було 2045 помешкань (208/км²).
Расовий склад населення:
| - 62,0 % — білих - 30,3 % — чорних або афроамериканців - 3,1 % — азіатів - 0,6 % — корінних американців - 1,4 % — осіб інших рас |

До двох чи більше рас належало 2,6 %. Частка іспаномовних становила 3,3 % від усіх жителів.
За віковим діапазоном населення розподілялося таким чином: 26,6 % — особи молодші 18 років, 63,2 % — особи у віці 18—64 років, 10,2 % — особи у віці 65 років та старші. Медіана віку мешканця становила 32,5 року. На 100 осіб жіночої статі у місті припадало 87,3 чоловіків;  на 100 жінок у віці від 18 років та старших — 84,9 чоловіків також старших 18 років.
Середній дохід на одне домашнє господарство  становив 68 152 долари США (медіана — 65 707), а середній дохід на одну сім'ю — 75 303 долари (медіана — 68 656). Медіана доходів становила 42 237 доларів для чоловіків та 37 052 долари для жінок. За межею бідності перебувало 15,2 % осіб, у тому числі 15,1 % дітей у віці до 18 років та 6,7 % осіб у віці 65 років та старших.
Цивільне працевлаштоване населення становило 2712 особи. Основні галузі зайнятості: освіта, охорона здоров'я та соціальна допомога — 37,1 %, роздрібна торгівля — 14,2 %, мистецтво, розваги та відпочинок — 9,3 %, публічна адміністрація — 9,2 %.